# Wallins Creek
Wallins Creek is een plaats (city) in de Amerikaanse staat Kentucky, en valt bestuurlijk gezien onder Harlan County.

## Demografie
Bij de volkstelling in 2000 werd het aantal inwoners vastgesteld op 257.
In 2006 is het aantal inwoners door het United States Census Bureau geschat op 240, een daling van 17 (-6,6%).

## Geografie
Volgens het United States Census Bureau beslaat de plaats een oppervlakte van
1,0 km², geheel bestaande uit land. Wallins Creek ligt op ongeveer 364 m boven zeeniveau.

## Geboren
- Howard Doc Hopkins (1899-1988), old-time- en countrymusicus en radiopresentator

## Plaatsen in de nabije omgeving
De onderstaande figuur toont nabijgelegen plaatsen in een straal van 20 km rond Wallins Creek.